# Tremblay-les-Villages
Tremblay-les-Villages ist eine französische Gemeinde mit 2.208 Einwohnern (Stand: 1. Januar 2022) im Département Eure-et-Loir in der Region Centre-Val de Loire; sie gehört zum Arrondissement Dreux und zum Kanton Saint-Lubin-des-Joncherets.

## Geographie
Tremblay-les-Villages liegt etwa 18 Kilometer nordnordwestlich von Chartres. Umgeben wird Tremblay-les-Villages von den Nachbargemeinden Le Boullay-les-Deux-Églises und Puiseux im Norden, Le Boullay-Mivoye und Le Boullay-Thierry im Nordosten, Serazereux im Osten, Challet im Südosten, Clévilliers und Mittainvilliers-Vérigny im Süden, Thimert-Gâtelles im Südwesten und Westen sowie Saint-Sauveur-Marville im Westen und Nordwesten.

## Geschichte
Die Gemeinde wurde 1972 gebildet aus den vorher eigenständigen Kommunen Chêne-Chenu, Écuble, Gironville-et-Neuville, Saint-Cheron-des-Champs, Theuvy-Achères und Tremblay-le-Vicomte.

### Einwohnerzahlen
| Jahr                       | 1962 | 1968 | 1975 | 1982 | 1990 | 1999 | 2006 | 2020 |
| Einwohner                  | 433  | 437  | 1036 | 1290 | 1451 | 1816 | 2070 | 2228 |
| Quellen: Cassini und INSEE |      |      |      |      |      |      |      |      |

## Sehenswürdigkeiten
- Kirche Saint-Martin et Saint-Jacques in Tremblay-le-Vicomte
- Kirche Saint-Paul in Chêne-Chenu
- Kirche Notre-Dame-et-Saint-Quitaire in Theuvy
- Kirche Saint-Martin in Gironville
- Kirche Saint-Sulpice in Ecublé
- Kirche Saiont-Brice in Achères
- Kapelle Saint-Chéron in Saint-Chéron-des-Champs
- Burgruine des alten Herrensitzes von Tremblay, seit 1928 Monument historique
- Wehrhof in Theuvy

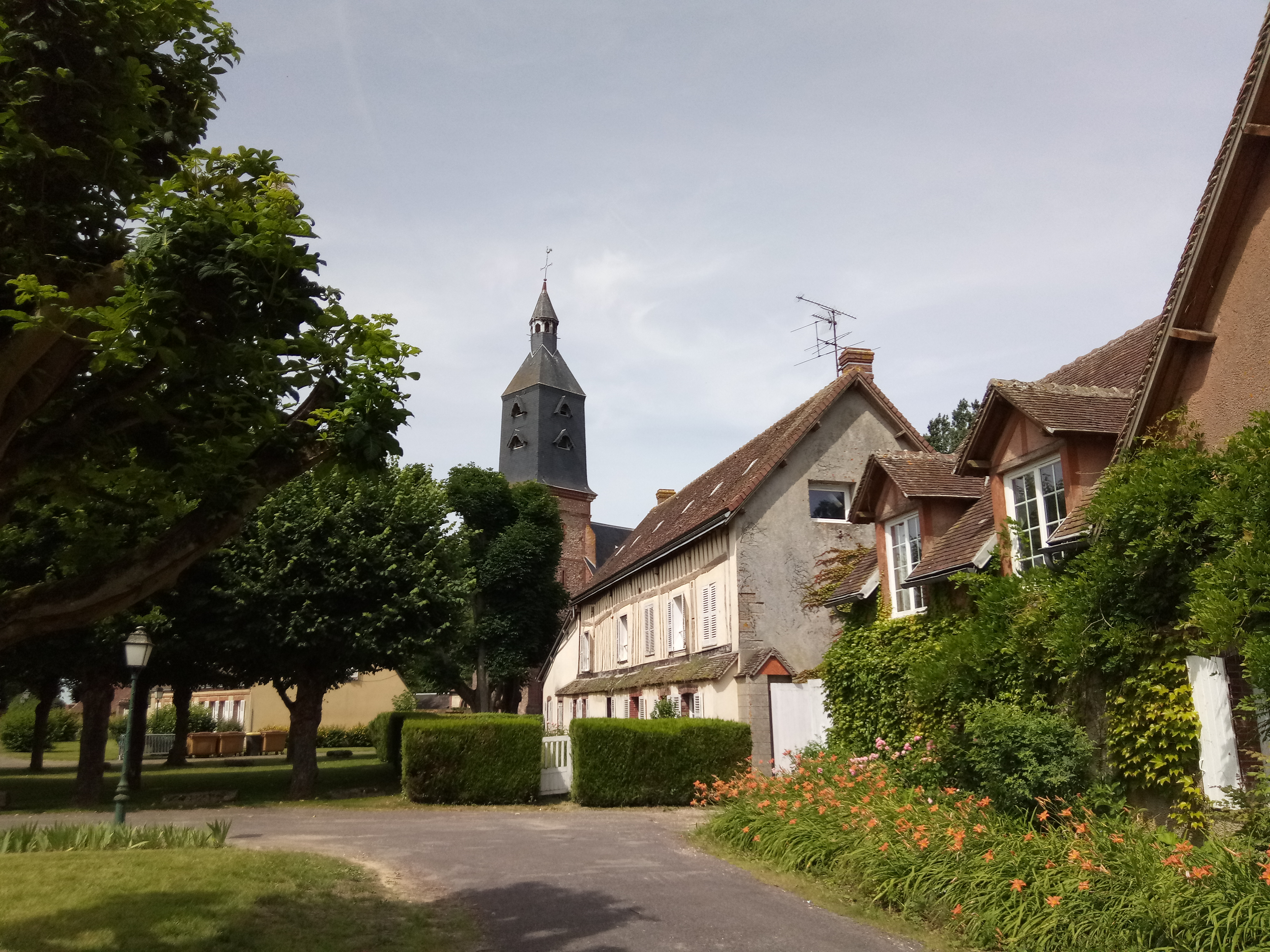
Kirche Saint-Martin et Saint-Jacques
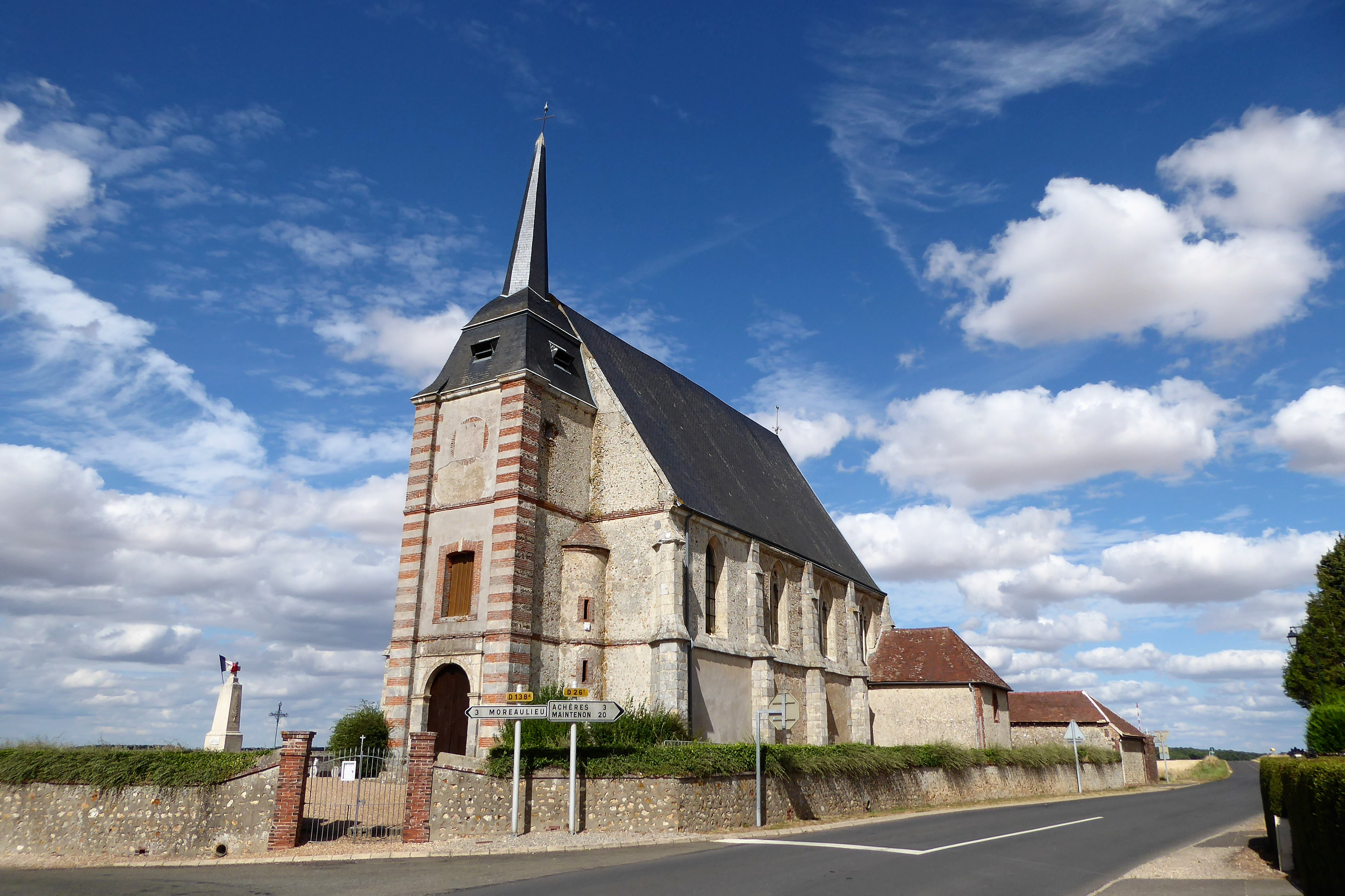
Kirche Saint-Paul
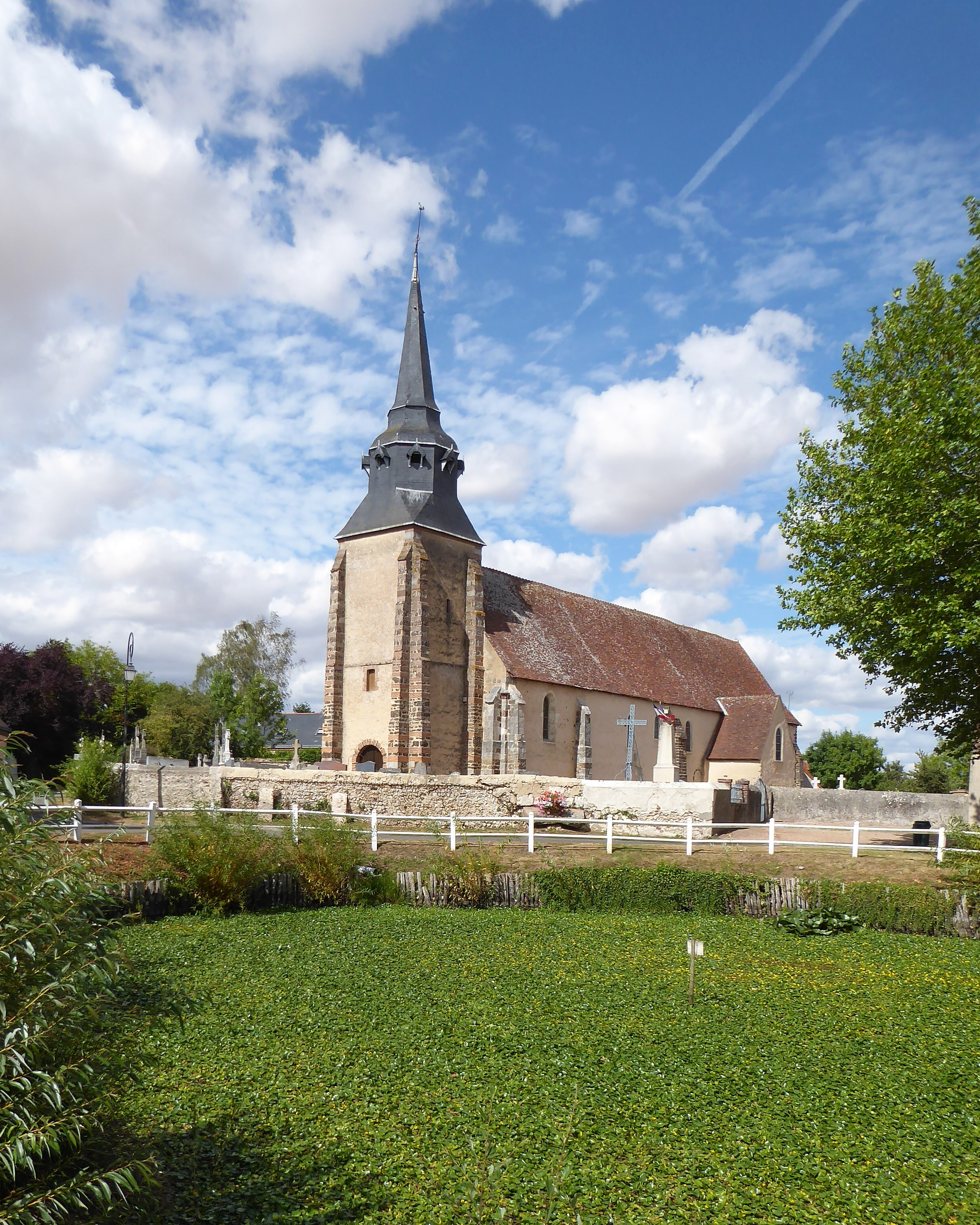
Kirche Saint-Sulpice
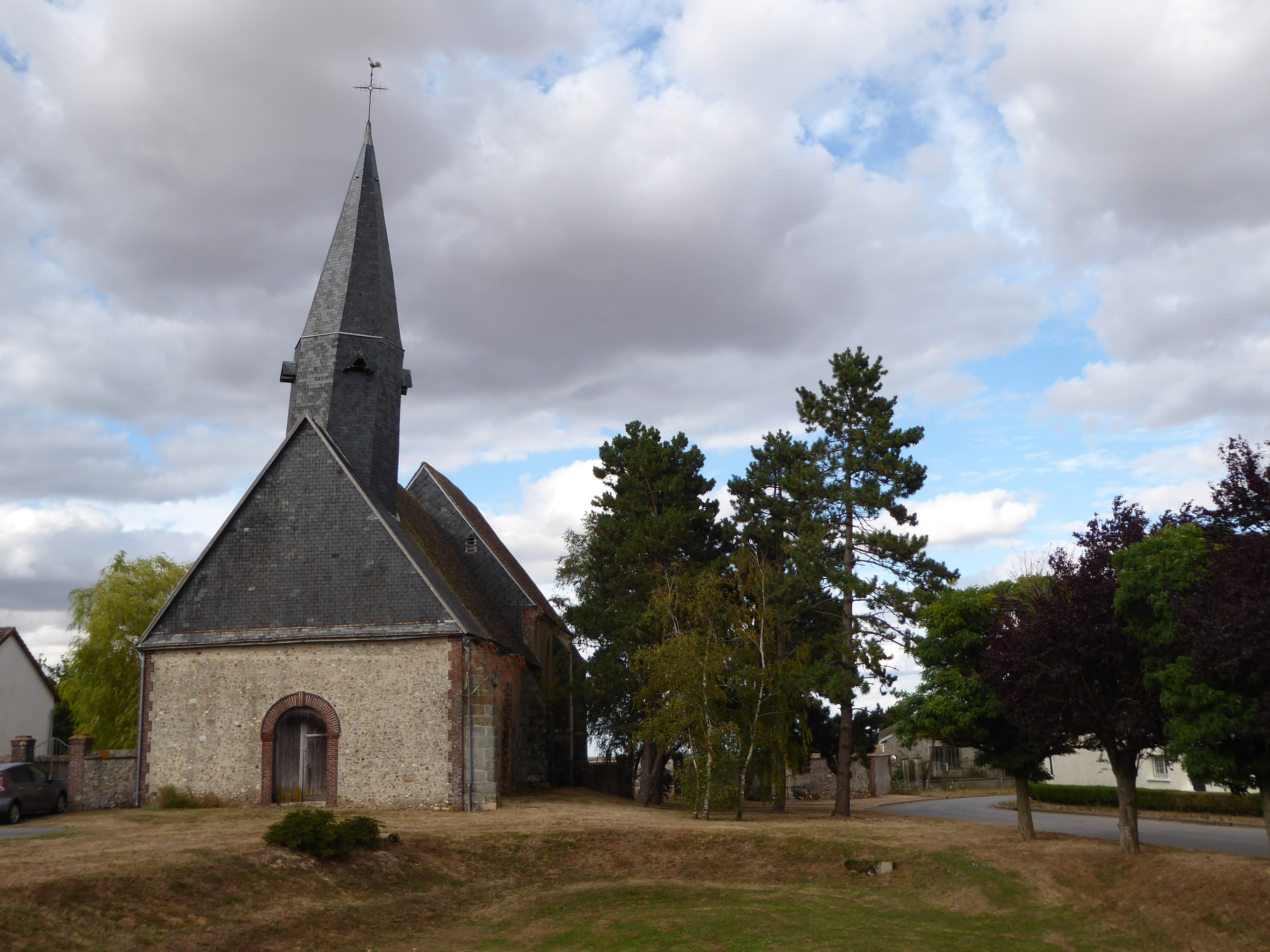
Kirche Saint-Martin
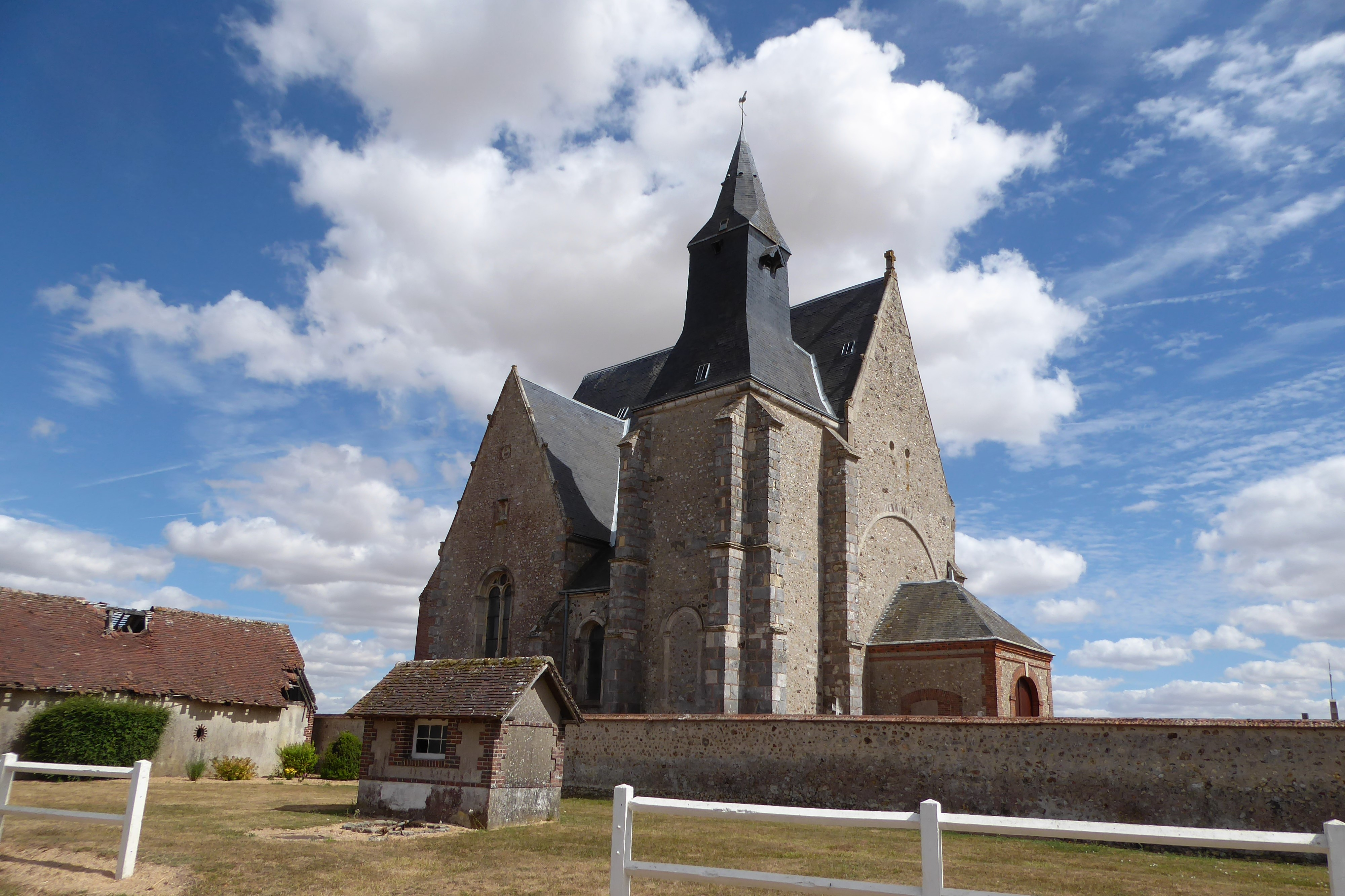
Kirche Notre-Dame et Saint-Quitaire
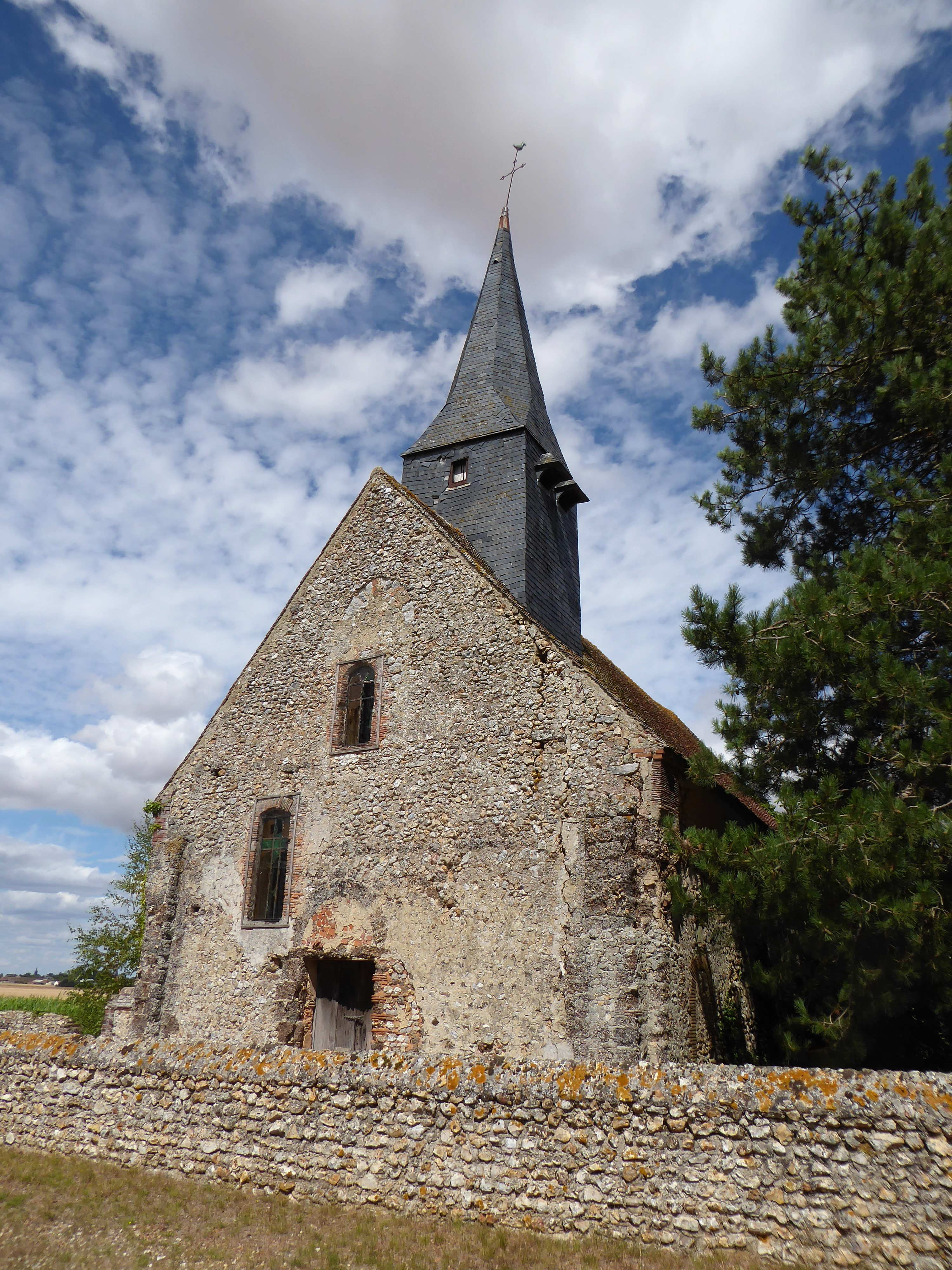
Kirche Saint-Brioce
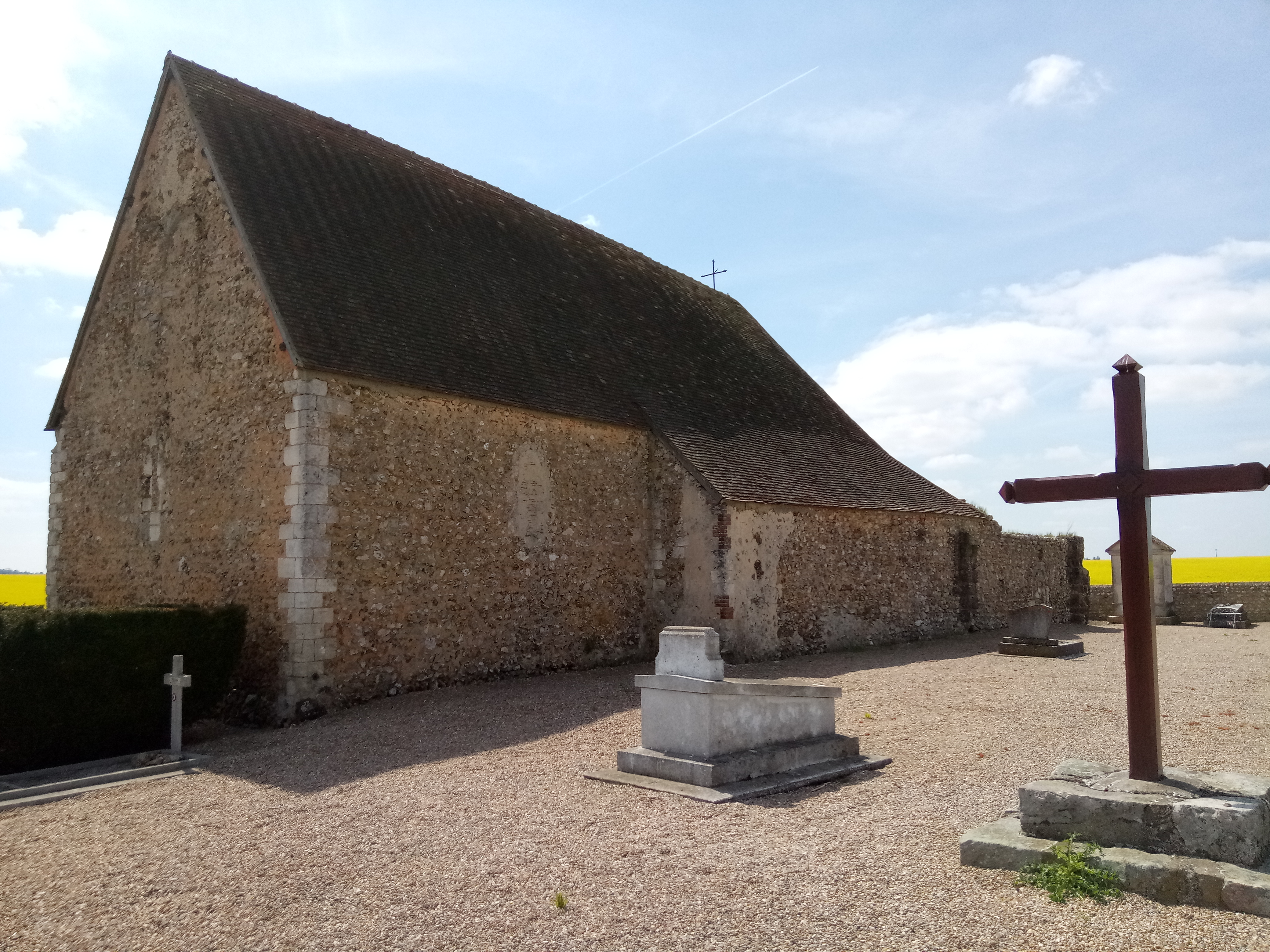
Kapelle Saint-Chéron
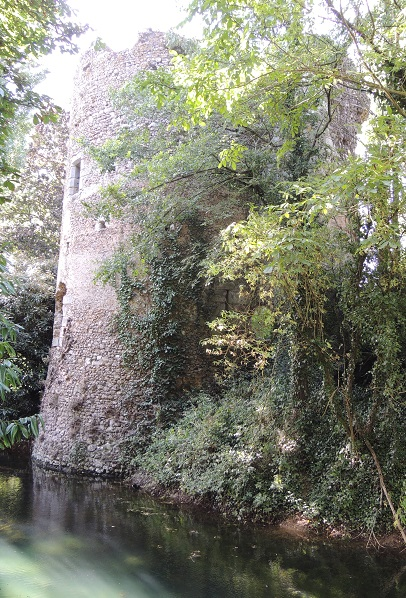
Burgruine